# Michael Mann
Michael Kenneth Mann (født 5. februar 1943) er en amerikansk filminstruktør, manuskriptforfatter og filmproducer. Han har for sit arbejde modtaget nomineringer fra internationale organisationer og dommerkomitéer, bl.a. fra British Academy of Film and Televison Arts, Cannes og Academy of Motion Picture Arts and Sciences. Han har to gange produceret ceromonien ved Academy Awards, første gang i 1999 ved den 72. udgave af Academy Awards og anden gang i 2004 ved den 74. udgave af ceromonien. Michael Mann har lavet film siden slutningen af 1960'erne, og det engelske filmmagasin Total Film placerede ham som nr. 28 på deres liste  100 Greatest Directors Ever.

## Filmografi (udvalg)
| År   | Film                     |  | Kredit                            | Bemærkninger |
| ---- | ------------------------ |  | --------------------------------- | ------------ |
| 2009 | Public Enemies           |  | Instruktør, forfatter og producer |              |
| 2008 | Hancock                  |  | Producer                          |              |
| 2008 | Nobody Loves Alice       |  | Producer                          |              |
| 2007 | The Kingdom              |  | Producer                          |              |
| 2006 | Miami Vice               |  | Instruktør, forfatter og producer |              |
| 2004 | The Aviator              |  | Producer                          |              |
| 2004 | Collateral               |  | Instruktør og producer            |              |
| 1992 | The Last of the Mohicans |  | Instruktør og producer            |              |